# Villa Rustica (Klingenbach)
Die Villa Rustica bei Klingenbach im Burgenland war ein römischer Gutshof aus der Zeit der Römer. In der als „Zelendrava“ bezeichneten Stelle am westlichen Ortsrand, an der Gemeindegrenze nach Zagersdorf, wurden Architekturteile, Ziegel, Tonscherben und Münzen aus dieser Zeit gefunden. Die Fundmünzen werden im Museum Carnuntinum in Bad Deutsch-Altenburg ausgestellt.
Auch römische Gräber entlang der ehemaligen römischen Landstraße des früheren Scarbantia (Sopron) nach Vindobona (heutiges Wien) zeugen von der damaligen Besiedlung.